# Вице-президент Республики Конго
Вице-президент Республики Конго (фр. Vice-Président du Congo) — политическая должность в Конго-Браззавиль и Народной Республике Конго с 1960 по 1979 год.
Вице-президенты назначались президентом.

## Республика Конго
| Должность                                    | Имя           | Начало срока  | Конец срока | Президент     | Прим. |
| -------------------------------------------- | ------------- | ------------- | ----------- | ------------- | ----- |
| Первый вице-президент                        | Стефан Чишель | 1960          | 1963        | Фюльбер Юлу   | [ 3 ] |
| Второй вице-президент                        | Жак Опанго    | июнь 1961     | апрель 1962 | Фюльбер Юлу   |       |
| вице-президент Совета национальной революции | Анж Диавара   | сентябрь 1968 | январь 1969 | Альфред Рауль |       |
| Первый вице-президент                        | Анж Диавара   | январь 1969   | март 1969   | Мариан Нгуаби | [ 4 ] |
| Второй вице-президент                        | Эме Портелла  | январь 1969   | май 1969    | Мариан Нгуаби | [ 4 ] |

## Народная Республика Конго
| Должность             | Имя                      | Начало срока | Конец срока  | Президент           | Прим. |
| --------------------- | ------------------------ | ------------ | ------------ | ------------------- | ----- |
| Вице-президент        | Альфред Рауль            | январь 1970  | декабрь 1971 | Мариан Нгуаби       | [ 5 ] |
| Вице-президент        | Алоиза Мудилено Массенго | декабрь 1971 | август 1972  | Мариан Нгуаби       | [ 6 ] |
| Вице-президент        | Анже Эдуар Пунгви        | август 1972  | июль 1973    | Мариан Нгуаби       | [ 7 ] |
| Первый вице-президент | Дени Сассу-Нгессо        | март 1977    | февраль 1979 | Жоаким Йомби-Опанго |       |
| Второй вице-президент | Луи Сильвэн-Гома         | март 1977    | февраль 1979 | Жоаким Йомби-Опанго |       |